# Saint-Dominique
Saint-Dominique è un comune del Canada, situato nella provincia del Québec, nella regione di Montérégie.